# Geranomyia subvirescens jamaicae
Geranomyia subvirescens jamaicae is een ondersoort van de tweevleugelige Geranomyia subvirescens uit de familie steltmuggen (Limoniidae). De soort komt voor in het Neotropisch gebied.